# Batalla de Tapae (101)
La Batalla de Tapae (101) fue un enfrentamiento militar librado en la primera guerra dacia entre las legiones del Imperio romano, encabezadas por el emperador Marco Ulpio Trajano, y el ejército de Dacia, dirigido por el rey Decébalo. La victoria de las primeras permitió la invasión del reino bárbaro, reduciéndolo a un estado vasallo del Imperio.

### Literatura
Desafortunadamente, muy pocas fuentes escritas han sobrevivido hasta la actualidad. El emperador escribió De bello Dacico, pero solamente una frase ha quedado en la obra de Prisciano, quien vivió hacia el año 500. Los estudios indican que probablemente es citado por otras obras sobrevivientes y se escribió intentando emular al De bello Gallico de Cayo Julio César, aunque en este caso, Trajano posiblemente escribió el texto en primera persona. Es posible que su legado Lucio Licinio Sura le ayudara a escribirla.
Su médico personal, Critón de Heraclea, escribió Getica, libro del que solamente quedan fragmentos en citas de otros autores. La Getica de Dion Crisóstomo y la Dacica de Apiano (libro XXIII de su Historia Romana) tampoco sobrevivieron. Lo mismo sucedió con un poema compuesto por Caninio Rufo, amigo de Plinio el Joven, aunque ni siquiera se sabe si realmente se escribió. De la obra de Apiano, escrita dos o tres generaciones después de la guerra, quedan algunas referencias en las obras medievales de Focio (siglo IX) y Zonaras (s. XII). Respecto a Crisóstomo, él vivió exiliado en Dacia hacia el año 90 y conocía de primera mano las costumbres dacias. El topógrafo civil Julio Balbo sirvió durante la guerra de Trajano y dejó datos sobre las obras de construcción de puentes y caminos o de asedios, pero sin detallar sobre eventos o localidades específicos. El emperador Domiciano, conocido poeta, conmemoró sus campañas con un poema épico registrado en un monumento estudiado por el humanista Petrarca (s. XIV).
Mejor conservación lograron las obras de Dion Casio, acabadas hacia el 220. Sin embargo, siguen siendo muy fragmentarias y de muchos apenas se conservan en los epítomes (sumarios) de Juan Xifilino (s. XI) y Juan Tzetzes (s. XII). En el caso particular del período de Domiciano y Trajano lo que queda es un resumen de Xifilino. Debido a esto en su obra se habla resumidamente del combate librado en Tapae. Otra fuente importante de datos es la Getica de Jordanes (s. VI), que él mismo reconoce es un epítome de una obra de Casiodoro (s. VI), una Historia Gótica de doce libros, y con aportes de obras perdidas de Ablabio (s. IV-V) y Crisóstomo.
Otros historiadores de la época, como Suetonio o Tácito se dedicaron a escribir más sobre la historia pasada de Roma que de su tiempo. Por este menor tratamiento, las guerras de Trajano son bastante menos conocidas que las de sus antecesores y con muchos menos detalles. Se sabe por Paulo Orosio (s. IV-V) que Tácito escribió detalladamente de las guerras entre Domiciano y Decébalo pero las obras se perdieron completamente. La única fuente escrita completa es un manuscrito conocido como De Munitionibus Castrorum, «Sobre las fortificaciones de un campamento militar», que relata los métodos de acampar de un cuerpo de ejército de la primera guerra dacia, proviene de un autor anónimo, antes atribuido a Higino Gromático, hoy llamado Pseudo-Higino por los eruditos.
Irónicamente, todas las obras sobre Trajano, el optimus princeps, son epítomes del siglo IV o más tardías. Las dos principales obras históricas de la época, las Vidas de los doce césares de Suetonio y la Historia Augusta, no hablan de él. La primera acaba en el reinado de Domiciano y la segunda empieza con Adriano, su sucesor.

### Arqueología
La principal fuente de conocimientos es la Columna de Trajano, construida por el emperador en 113 para conmemorar su victoria. La obra, de 32 metros de altura, tiene 155 escenas con 2500 figuras que reconstruyen acontecimientos reales de la campaña. Sin embargo, sus inscripciones no pueden leerse con claridad y por su uso propagandístico no son completamente fiables. Algunos investigadores creen que la obra ilustra lo escrito por el monarca en De bello Dacico, aunque cada episodio de forma sumaria, sin detallar cada evento particular. Además, esta falta de respaldo escrito hace que la reconstrucción cronológica del conflicto permanezca en buena medida hipotética. La Columna cuenta una historia que se debe complementar con los fragmentos de cronistas y estudios topográficos para ver los detalles.
Otro monumento que cuenta la guerra es el Trofeo de Adamclisi, probablemente se construyó en honor a los legionarios muertos durante una batalla. Las escenas que representa en sus 30 metros de diámetro muestran la ferocidad del Imperio al vengarse de los ataques bárbaros, de ahí que al construirse, entre 107 y 108, fuera consagrado al emperador como Mars Ultor, «Vengador de Marte». Esto se debe a que cerca de su ubicación existe otro monumento dedicado a los 3000 a 4000 legionarios y auxiliares de la legión XXI muertos por los sármatas en 90-91. Tanto en este monumento como en la Columna, las imágenes representan la violencia descarnada de la guerra pero a la vez justifican el exterminio de pueblos bárbaros completos en aras de una «misión civilizadora eterna» que afirmaban tener los romanos. Las escenas reflejan la superioridad que afirmaban poseer sobre las tribus del norte y su papel de protectores de la cultura clásica y garantes de un orden que daba prosperidad a sus súbditos.
Debe mencionarse que la arqueología también ha presentado problemas porque muchos hallazgos no se han podido datar con precisión. Sin embargo, un siglo de estudios realizados por arqueólogos rumanos ha permitido vislumbrar varios aspectos de estas guerras, aunque nunca con el nivel de detalle que otras. Estudios de los fuertes dacios, campamentos romanos y monedas ha permitido estudiar las tácticas y saber cuáles unidades estuvieron involucradas. Desafortunadamente, diferentes supuestos de trabajo o la influencia del nacionalismo promovido por los gobiernos de Bucarest ha entorpecido las investigaciones. Además, todas las obras arqueológicas han sufrido mucho por el paso del tiempo, perdiéndose detalles importantes.

## Antecedentes

### Relaciones de Dacia y Roma

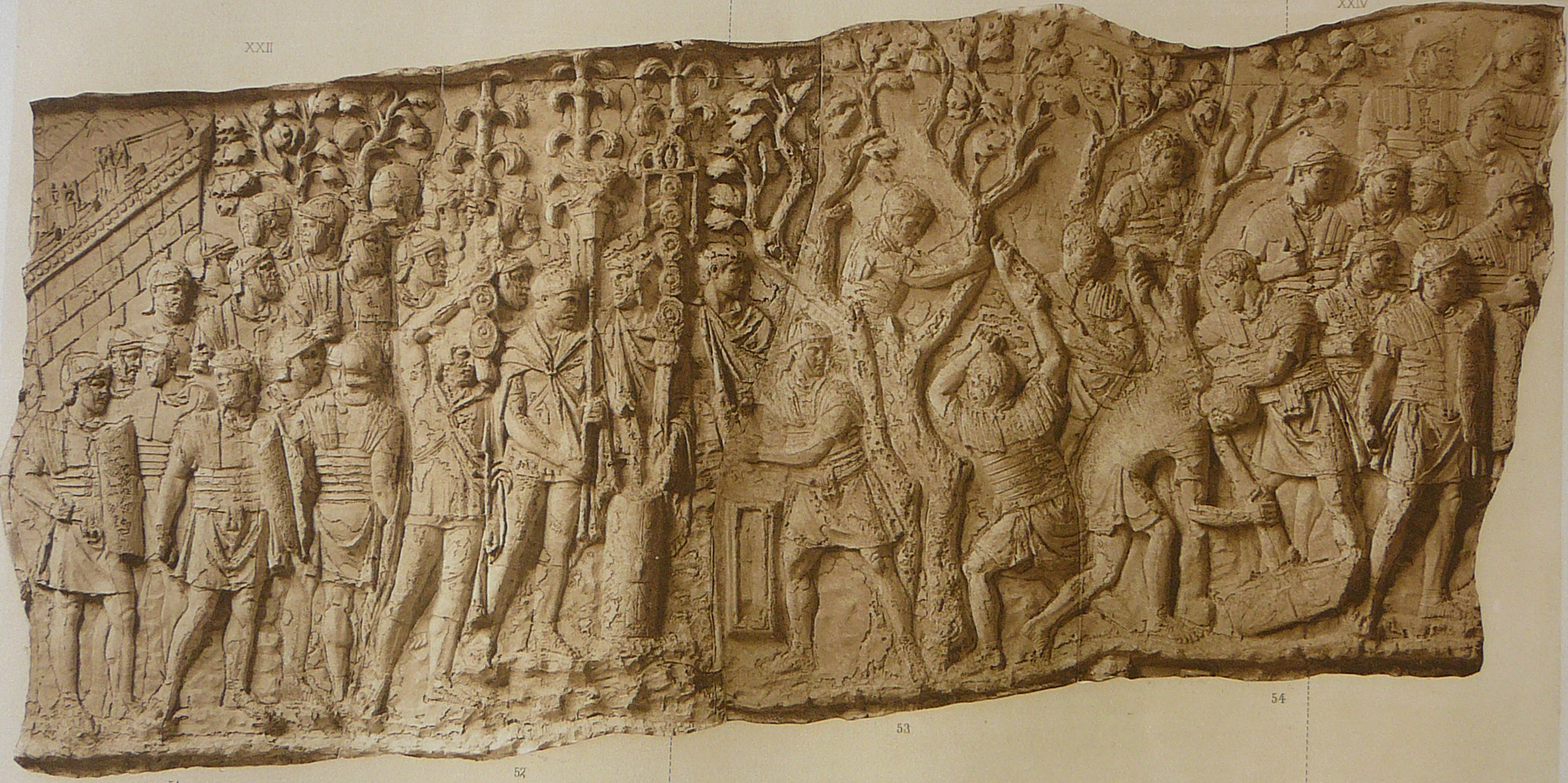
Relieve XVII de la Columna de Trajano, donde se ve a los auxiliares y la caballería liderando el avance. Le siguen los zapadores que limpian del obstáculos el camino y finalmente las legiones.

Los macedonios habían servido tradicionalmente de barrera para defender al mundo griego de los ilirios y tracios, un deber que heredaron los gobernadores romanos tras su anexión y estos siempre estaban deseosos de conseguir victorias militares en la frontera norte. Esta hostilidad a las tribus septentrionales aumentó cuando contingentes de sármatas yázigas, bastarnos y tracios lucharon a favor de los enemigos de los romanos durante las guerras mitridáticas. En 62 a. C., el «cazador de triunfos» Cayo Antonio Híbrida quedó a cargo de Macedonia e intentó una expedición contra los bastarnos para acabar vencido cerca de Istros, derrota que significó la pérdida del control romano sobre las ciudades griegas de Dobruja. Por aquellos años Burebista, rey de Dacia, consiguió unificar a su pueblo y expandirse por Iliria y Tracia, haciendo temer a los romanos que atacaría Macedonia o hasta Italia, aunque estos temores se debían más a la memoria reciente de las guerras mitridáticas. Por esto Julio César llegó a planificar una campaña contra él, reuniendo en territorio macedonio 16 legiones y 10 000 jinetes, pero el asesinato del monarca en el 44 a. C. llevó a la disolución de su reino y el fin aparente de la amenaza dacia, permitiendo al procónsul Marco Licinio Craso anexarse Mesia en el 27 a. C.. Las tribus dacias volvían a su historia habitual de coexistir o atacarse mutuamente por pastos, botín y esclavos.
Sin embargo, esto no hizo débiles a los dacios, que en el año 10 a. C. rechazaron la incursión de Marco Vinicio a la Gran llanura húngara. El Imperio romano se vengaría tres años después, ayudando a que los yázigas ocuparan los valles del Banato. Sin embargo, esto no impidió a los dacios empezar a lanzar incursiones al sur del Danubio y aumentar su influencia en las actuales Eslovaquia, Moravia y Valaquia. En la temporada siguiente, 6 a. C., Cneo Cornelio Léntulo Augur fortificó la zona norte del Danubio hasta las Puertas de Hierro, creando un cordon sunitaire, «cordón sanitario», donde no se permitía la existencia de aldeas dacias. En año 14 Aulo Cato permitió a un gran número de getas, quizás unos 50 000, establecerse en Mesia. Una nueva gran migración fue autorizada en 65/66, cuando el gobernador de Mesia, Tiberio Plaucio Silvano Eliano, permitió a 100 000 «transdanubianos» establecerse en su provincia. Las tierras más allá de las fronteras imperiales vivían constantes episodios de guerras y migraciones de diversos pueblos, usualmente por superpoblación.
Debido a aquello, la frontera danubiana fue belicamente muy activa, aún más que la renana. Por ejemplo, durante el año de los cuatro emperadores, 68/69, cerca de 9000 guerreros sármatas roxolanos asaltaron Mesia y se necesitó la participación de tres legiones (III Gallica, VII Claudia y VIII Augusta) para vencerlos. A la temporada siguiente algo similar sucedió con atacantes dacios en la misma provincia. En la misma zona, un nuevo conflicto de baja intensidad entre dacios y romanos estalló entre los años 81 y 82 y sirvió de preludio a una incursión dacia mucho mayor.
En 85/86 otra invasión contra esa provincia terminó con la derrota y muerte del gobernador Cayo Opio Sabino, llevando al emperador Domiciano a declararle la guerra a los dacios. En el 87 el prefecto del pretorio Cornelio Fusco fue derrotado y muerto en una emboscada en Tapae por el rey Decébalo. Un año más tarde, Lucio Tetio Juliano consiguió una necesaria victoria en el mismo lugar. Sin embargo, el emperador no pudo centrar su poderío en Dacia porque empezó otro conflicto con los marcomanos y yázigas, que se negaron a apoyar su expedición con guerreros y atacaron la frontera. Es posible que el rey dacio enviara embajadas para negociar su apoyo en la lucha contra los romanos. Esto permitió a Decébalo negociar un acuerdo de paz en que su reino se convirtió en un estado cliente del Imperio.
Este acuerdo no trajo tranquilidad o gloria a Domiciano. Confirmó que los dacios eran un poder prominente y amenazante, legitimó a Decébalo como heredero del legendario Burebista y creó un núcleo del sentimiento antirromano donde se refugiaban desertores y enemigos del Imperio. Protegido por los picos nevados de los Cárpatos, el rey dacio aseguró la unidad de su país y empezó la construcción de numerosas fortalezas con los ingenieros que logró que el emperador le enviara, además de las armas de torsión que capturó a Fusco. También pudo desarrollar sus minas de oro gracias a la llegada de expertos mineros enviados por el Imperio. Esta transmisión de conocimientos tecnológicos a un país enemigo posiblemente fue lo más peligroso. Como rex amicus del Imperio, Decébalo se comprometió a permitir el cruce de su territorio por los romanos para atacar a cuados, marcomanos y yázigas de ser necesario, pero a diferencia de otros reinos clientes del Imperio, no se estableció ninguna guarnición romana en su capital. Los romanos preferían este sistema de vasallaje a la anexión territorial porque era mucho menos costoso. Lo peor para Roma es que empezó a entregar un subsidio (stipendium) a Dacia a cambio de no atacar la frontera, lo que fue visto por el Senado, el ejército y el pueblo romano como el pago de un tributo humillante a unos bárbaros.
Nacía así un rico y peligroso «Estado cárpato-danubiano» poderoso y bien organizado que hacia frontera con el Imperio. Tenía unos 260 000 km² y cerca de un millón de habitantes. Este pueblo, dacios en latín y getas en griego, no estaban culturalmente emparentados con sus vecinos sármatas y germanos pero si fuertemente helenizados. De hecho, eran mucho más sofisticados que las tribus de alrededores y fueron capaces de crear un reino estable gracias a una religión común y un poder político centralizado.
Debe mencionarse la importancia estratégica de Dacia, pues de quedar bajo control imperial facilitaba las campañas contra sus vecinos germanos y sármatas, pero si estaba en poder de un enemigo de Roma que supiera forjar alianzas con otras tribus, sería la base ideal para un ataque contra Mesia. Esta potencial amenaza probablemente explicaría la guerra que llevó en su contra Domiciano. Todo empeoró cuando Decébalo entabló alianzas con los getas bastarnos y los roxolanos, aunque no tuvo éxito con las tribus germanas al norte de sus fronteras, quedando encerrado entre dos enemigos tradicionales. Afortunadamente para Roma, los pueblos germanos más importantes en sus fronteras, cuados y marcomanos, estaban bajo su control diplomático, aunque después de la derrota de Domiciano su sistema de alianzas tribales danubianas empezó a fragmentarse. Debido a esto el emperador mandó construir un sistema de fortificaciones a lo largo del río y las guarneció con una fuerza de nueve o diez legiones.
Lamentando como se pagaba una gran suma anualmente a un enemigo cuyo orgullo y poderío aumentaba constantemente, desde muy joven el general Marco Ulpio Trajano vio en el poder autocrático dacio la principal amenaza al norte del Imperio. Por último, a pesar de la paz, Decébalo permitió a su gente seguir incursionando en las zonas fronterizas del Imperio, ignorando las embajadas que exigían cesar. Es probable que confiara en poder detener nuevamente a las legiones con sus fortificaciones en las montañas.

### Campaña
Después de llegar al trono, Trajano no partió a Roma sin antes asegurar las defensas del Danubio, mandando reconstruir los fuertes, un camino de sirga en Đerdap y el canal Karatash—Gradac, lo que indica que desde esas fechas el emperador planeaba atacar Dacia, posiblemente una operación de castigo más que de conquista que llevara a la creación de un nuevo reino cliente en su frontera. En la práctica, estaba realizando una política de cuarentena y a la vez preparando la logística en la zona para mantener una gran ejército. También nombró a los veteranos militares Cayo Cilnio Próculo, Manio Laberio Máximo y Lucio Julio Urso Serviano como gobernadores de Mesia Superior, Mesia Inferior y Panonia respectivamente. Este último se uniría al Estado Mayor del monarca durante la campaña, siendo reemplazado por Quinto Glicio Atilio Agrícola. Finalmente, reclutó dos nuevas legiones para la empresa, conocidas como II Traiana fortis y XXX Ulpia Victrix. Trajano enfrentaba importantes retos para la campaña: Decébalo estaba en el pico de su poder, la naturaleza montañosa y boscosa del país enemigo, la desmoralización en las legiones después de la derrota con Domiciano y la desorganización en que estaban por entonces las tribus germanas.

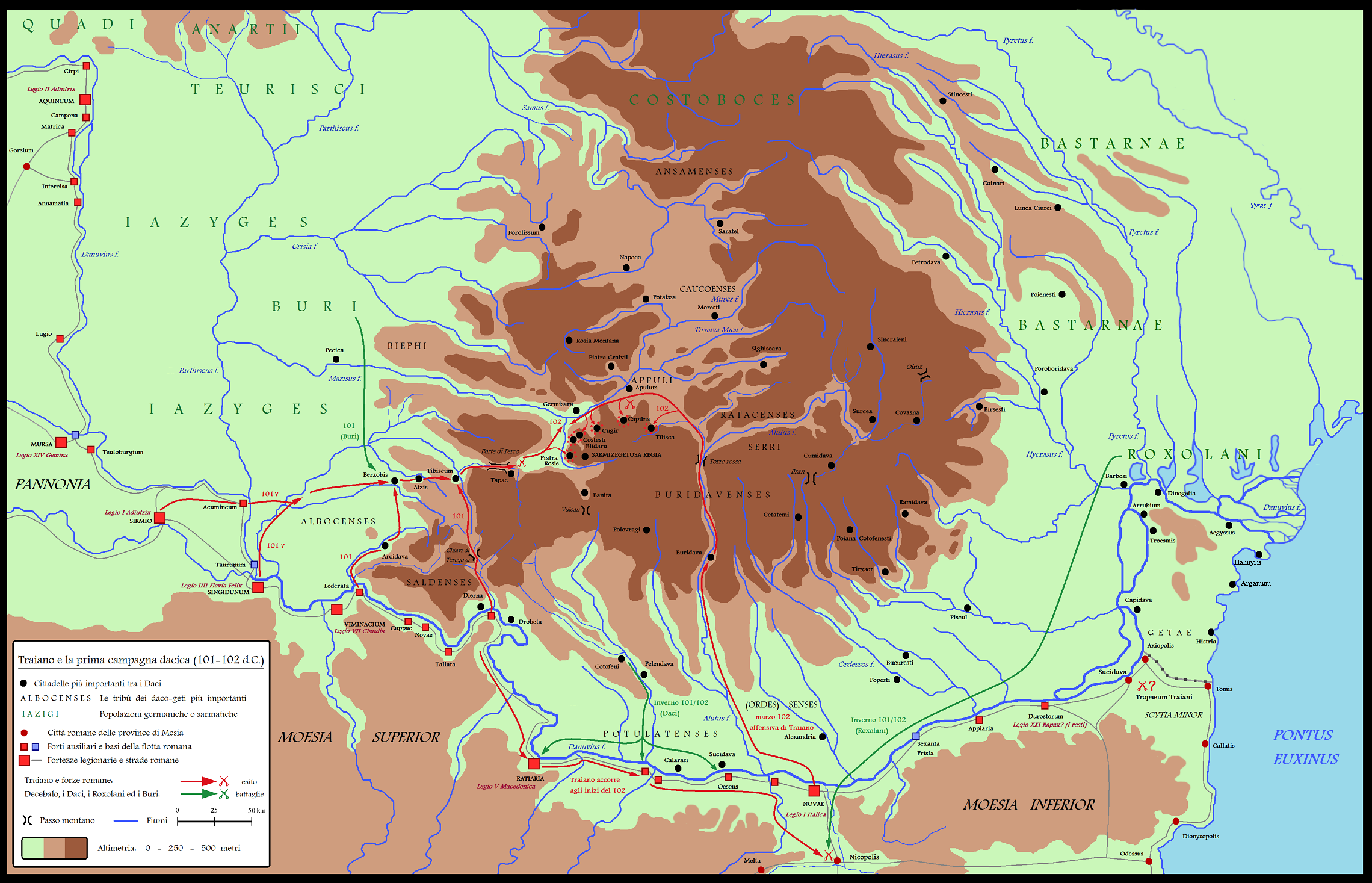
Mapa de las operaciones militares durante la primera guerra de Dacia.

El 25 de marzo de 101 el emperador salió de la capital imperial para partir a la guerra contra los Decébalo. Iba acompañado de su fiel amigo Sura, el prefecto del pretorio Tiberio Claudio Liviano y numerosos legados con años de experiencia en combate, como Cayo Julio Cuadrato Baso, Cneo Pompeyo Longino, el legatus pro praetore Quinto Sosio Seneción, el comandante de la caballería irregular mauritana Lusio Quieto, el jefe de la intendencia Cayo Manlio Félix y el primo de Trajano, el joven Publio Elio Adriano.
Avanzaron por la vía Flaminia hasta Ariminum (Rímini), llegando posiblemente a Viminacium (Kostolac) para finales de abril. En aquella época la guerra sólo se hacía en la temporada de primavera y verano, la que empezaba en mayo, con los primeros brotes verdes para alimentar a los animales y cuando el piso estaba lo suficientemente duro como para permitir un fácil desplazamiento de caballos y soldados. Con el retraso para organizar los últimos detalles una vez llegó el emperador a Viminacium, probablemente la campaña comenzó en junio o julio. Su objetivo era atacar a los dacios por el oeste, para lo se esforzó por mantener relaciones amistosas con los yázigas.
Primero se cruzó el Danubio mediante botes, enviando a los auxiliares como vanguardia y construyendo unos fuertes provisionales para defenderse de todo ataque sorpresa. Luego empezó la construcción de un puente de pontones que utilizaron las legiones y se levantaron los campamentos militares (castra). Posteriormente siguieron los pretorianos con el emperador acompañado de su escolta personal a caballo, los equites singulares Augusti, como aparece en la escena VIII de la Columna. Una vez que el emperador alcanzó la otra orilla se celebró un ritual propiciatorio consistente en libaciones rituales en un altar y en el sacrificio de la suovetaurilia en honor de los dioses, particularmente Mars Ultor, como se refleja en la escena X. Finalmente, se limpiarían de obstáculos los caminos de la zona para hacerlos transitables por un ejército. Decébalo se asustó, pues «sabía que en la primera ocasión no habían sido los romanos a quienes había vencido, sino a Domiciano, mientras que ahora lucharía contra los romanos y Trajano, el emperador».

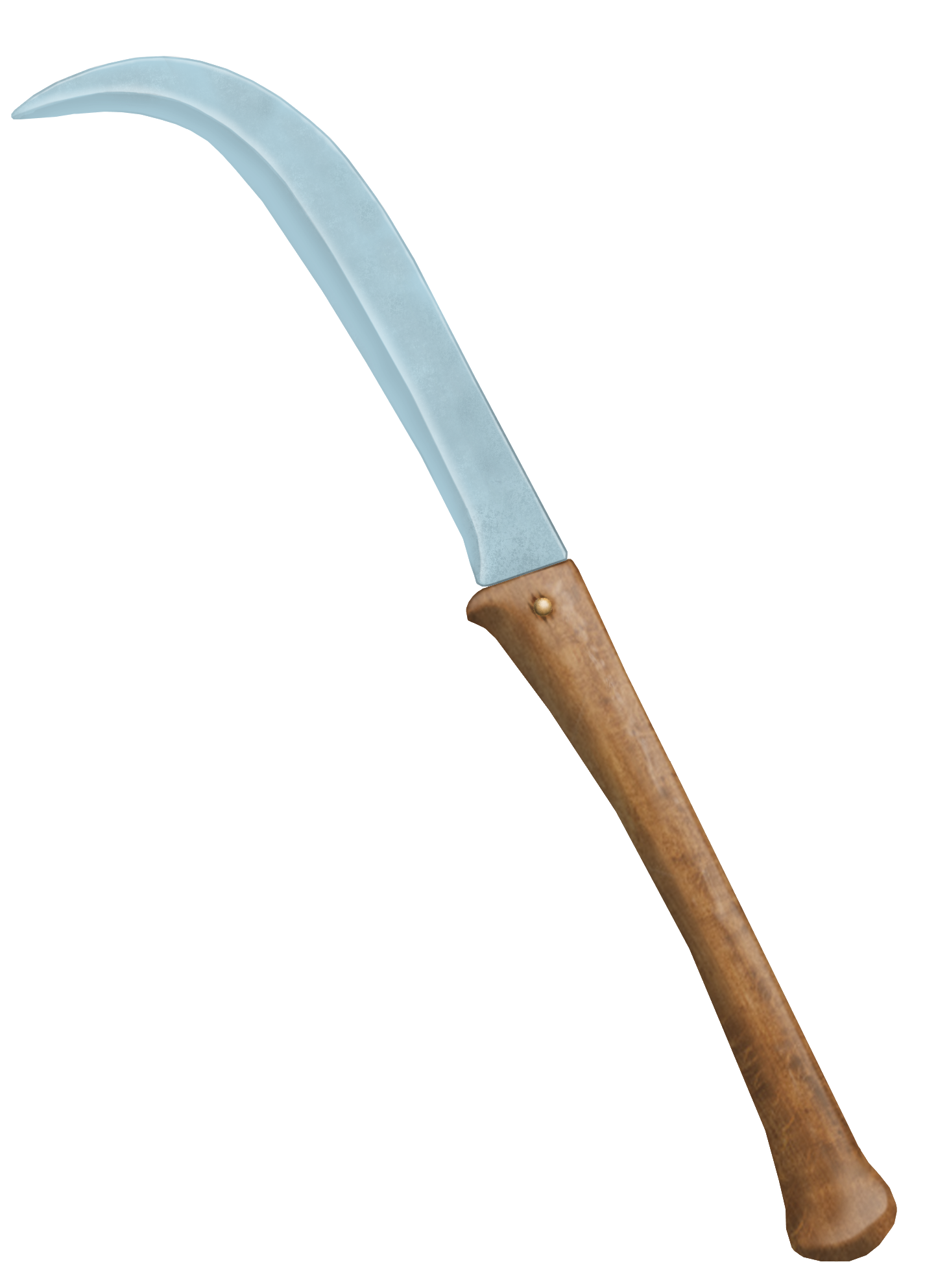
Reconstrucción de una falx dacia según las escenas del monumento de Adamclisi.

Siguiendo la frase de Trajano Inde Berzobim, deinde Aizi processimus se especula que la columna romana siguió las rutas de Berzobis (Berzovia) y Aizis (Friliug); las que partían del fuerte de Lederata, cerca de Viminacium, y conducían por el Banato hacia el corazón de Dacia. Su avance fue lento y cuidadoso, al contrario del de Fusco, asegurando el terreno con guarniciones y asediando los fuertes enemigos uno por uno, aunque parece ser que inicialmente los dacios no batallaron mucho. La Columna también muestra al emperador con su Estado Mayor, dando órdenes a las tropas en marcha e interrogando a espías y prisioneros. Un segundo cuerpo de ejército, mandado por Quieto, salió de Giridava (Tsierna), atravesó las montañas por el paso del Teregova y se unió a la fuerza principal en Tibiscum (Timisoara), su objetivo era distraer algunas fuerzas dacias.
Decébalo, considerado por sus enemigos como un hábil táctico y digno rival de Trajano, ordenó una política de tierra quemada para no dejar víveres a los romanos, pero el emperador fue prudente y tenía reservas de alimentos suficientes para seguir la campaña además de fuertes donde se almacenaban a medida que el ejército avanzaba. Para Decébalo era fácil evitar el combate en campo abierto, siempre muy peligroso, simplemente tenía que permanecer en sus fuertes en las montañas. Por eso, durante años se había preocupado de fortificar el centro de su reino creando un sistema de fortalezas de las que destacaba Sarmizegetusa (también la capital), Blidaru, Piatra Rosie, Costesti, Capalna y Banita. También sabía que en caso de una gran derrota no volvería a obtener ayuda, por eso se esforzó tanto en evitar una gran batalla como en conseguir aliados germanos, sármatas o arsácidas.
Finalmente, las legiones llegaron a Tibiscum y luego a las Puertas de Hierro, frente a la ciudad de Tapae, «Tapas», paso de montaña que debía pasar para entrar al corazón del reino enemigo. La otra entrada era por el paso de Boutae (o Bouttis), así que era inevitable que Tapae tuviera un fuerte sistema defensivo porque los romanos necesariamente pasarían por ahí. El rey dacio eligió Tapae para librar la única gran batalla de la campaña por su orografía. No defendió los valles del Banato porque ahí los legionarios romanos fácilmente derrotarían a sus guerreros y su superior caballería masacraría a los fugitivos. Fue un acierto, mientras sus columnas se retiraban a Tapae sufrieron el acoso permanente de la caballería auxiliar. Antes de llegar a la ciudad, donde sabía que acampaba Decébalo, Trajano recibió un mensaje de los burios aconsejándole firmar la paz pero no hizo caso.

## Fuerzas en combate

### Dacios

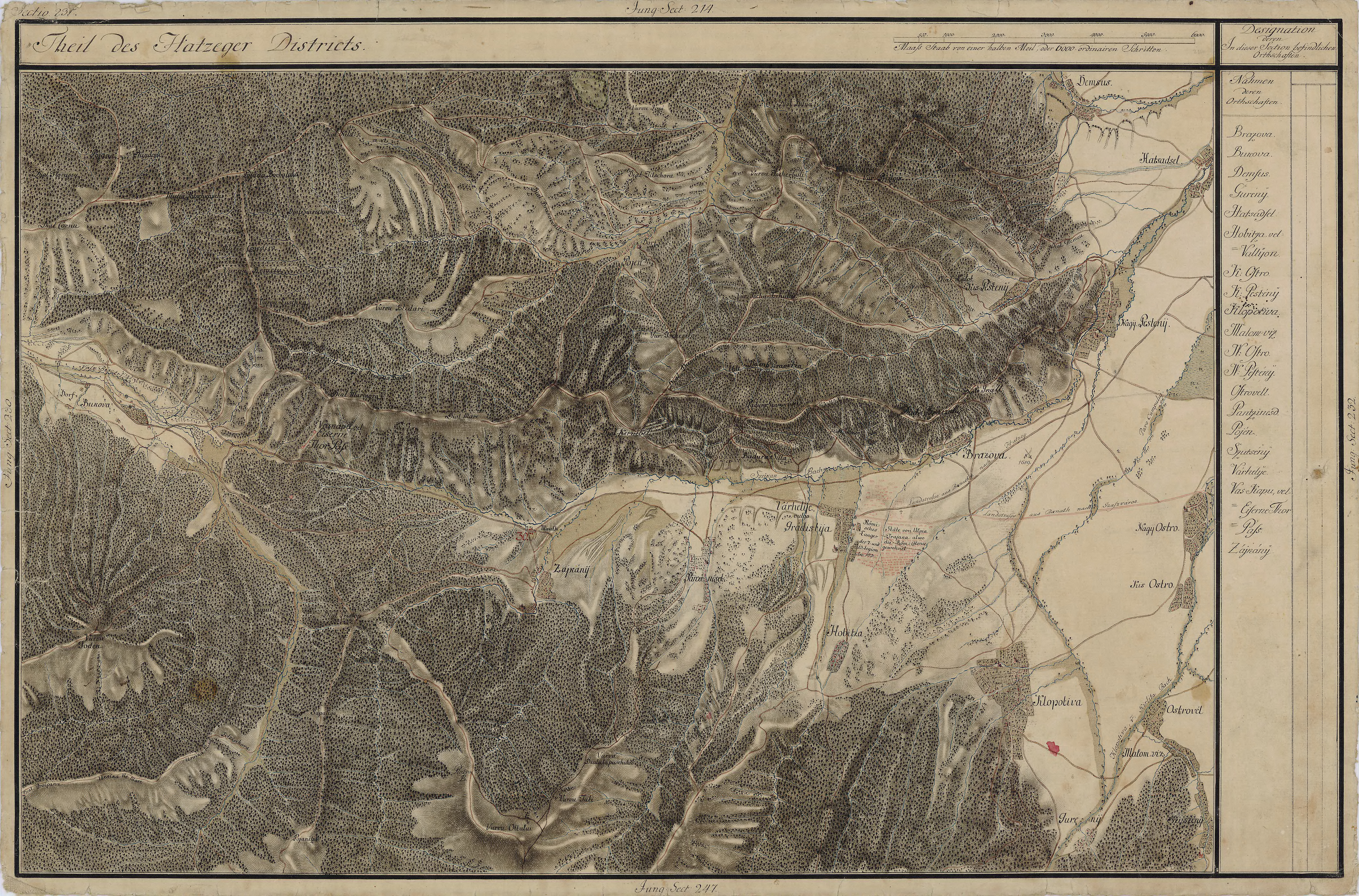
Mapa describiendo las posiciones de ambos bandos durante la batalla.

Sobre los ejércitos dacios no existen fuentes directas detalladas, por lo que todo número es aproximado. Durante el reinado de Burebista, a mediados del siglo I a. C., Estrabón dice que los dacios y getas podían movilizar unos 200 000 guerreros, pero después de su asesinato y disolución de su reino este número se redujo a un quinto. Esto posiblemente se deba a que Burebista logró conquistar y sumar a sus fuerzas a numerosos pueblos, como los celtas boyos, tauriscos, escordiscos y bastarnos, además de tener sometidas a las ciudades griegas entre Apolonia y Olbia.
Debido al tamaño mucho más reducido de su reino, eruditos modernos como el historiador español José Lago creen que Decébalo podía contar con 30 000 infantes dacios y 10 000 jinetes aliados sármatas. Estas fuerzas incluían a bastarnos y roxolanos, en cambio, los yázigas permanecieron neutrales. El rey dacio también intentó aliarse con los yázigas, cuados, marcomanos y hasta el Imperio parto, pero fue en vano. Finalmente, de las tribus germánicas, solamente los burios le ayudaron.
La tesis opuesta la plantea su compatriota, David Soria Molina, cree que al reunificar a las tribus dacias, Decébalo podía movilizar tantos guerreros como Burebista. Sin embargo, también señala que el número dado por Estrabón seguramente se refería a «el potencial humano máximo movilizable para la guerra», pero «no una fuerza que pudiera ser desplegada en el campo de batalla al completo de forma simultánea». Estos números coinciden con las estimaciones de la población del reino dacio a fines del siglo I. Considerando las limitaciones logísticas intrínsecas al ejército dacio y las circunstancias, así como la ventaja de estar en terreno propio y cerca de sus propias bases, permitiéndole concentrar numerosos efectivos, Soria Molina cree que Decébalo no desplegó más de 70 000 ú 80 000 guerreros en Tapae, incluyendo 3000 o 4000 de caballería y 5000 a 7000 aliados burios. Al mismo tiempo, considera que la llegada de mercenarios y reclutas extranjeros y de desertores romanos, atraídos por la riqueza de Dacia, permitió al reino recuperarse de las pérdidas sufridas en la guerra contra Domiciano.
En una de sus cartas, Plinio menciona que Decébalo llegó a capturar a un esclavo llamado Callidromo, propiedad de Laberio Máximo, gobernador de Mesia Inferior, provincia que atacó durante la guerra. El rey dacio intentó enviárselo al monarca parto Pacoro II para animarlo a una alianza.

### Romanos

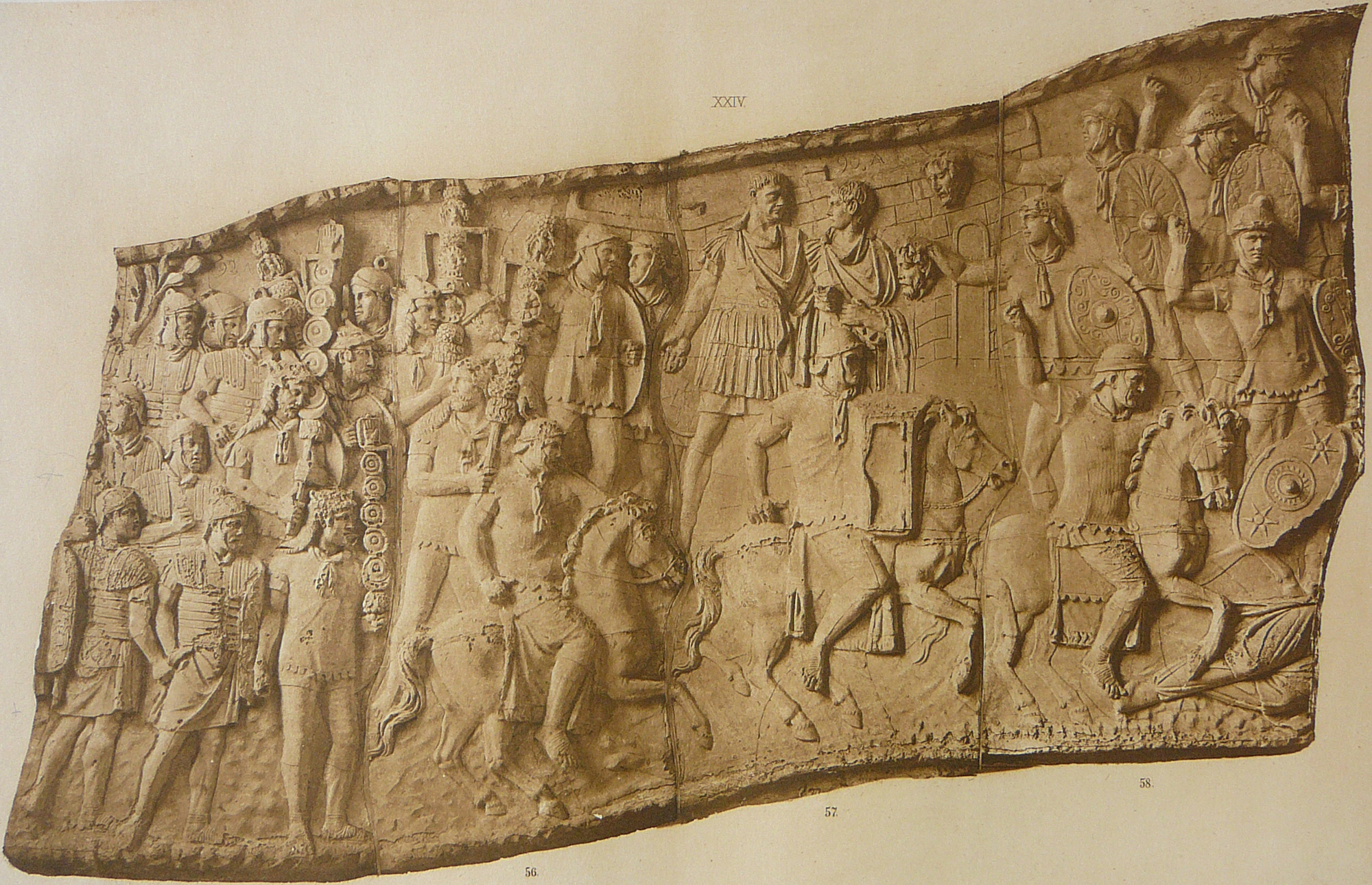
Relieve XVIII de la Columna de Trajano, puede apreciarse a los auxiliares liderando la carga contra los dacios mientras los legionarios permanecen en retaguardia. Aparece el campamento desde donde el emperador observa la acción y recibe las cabezas de sus enemigos traídas por los soldados.

El emperador movilizó una enorme fuerza para su campaña contra los dacios, la mayor desde los tiempos de Augusto y no se volverá a ver otra similar hasta el reinado de Marco Aurelio. Según el español Julio Rodríguez González, se desplegaron las legiones I Adiutrix, I Italica, I Minervia, II Adiutrix, IV Flavia Felix, V Macedonica, VII Claudia, X Gemina, XI Claudia, XIII Gemina, XIV Gemina, XV Apollinaris, XXI Rapax y XXX Ulpia Victrix. A estas se les sumaban vexillationes de las legiones II Augusta, III Augusta, III Gallica, IV Scythica, VI Ferrata, VII Gemina, IX Hispana, XII Fulminata, XX Valeria Victrix y XXII Primigenia.
Distintos son los cálculos realizados por el estudioso italiano Lino Rossi, quien se base en estudios epigráficos ante la falta de fuentes escritas, señala la presencia de ocho legiones (posiblemente completas), vexillationes de otras dos y posiblemente tres más. Obviamente, sus estudios han sido cuestionados. Él identifica a las legiones I Italica, I Minervia, I Adiutrix, IV Flavia Felix, V Macedonica, XII Fulminata, XIII Gemina (probablemente enviada solamente en la segunda guerra dacia), XI Claudia Pia Fidelis (participación probable), XV Apollinaris, XX Valeria Victrix (solamente vexillationes), XXI Rapax y XXX Ulpia Victrix (reclutada personalmente por el emperador para la campaña).
Habrían unidades de pretorianos (montados y a pie) y de symmachiarii hispanos, germanos, britanos y moros. Debe mencionarse que las unidades llamadas symmachiarii eran levas que debían aportar obligatoriamente las nationes o reinos clientes que existían en la periferia del Imperio. También estaban los statores eran una especie de policía militar que se agrupaba en centurias y se encargaban de arrestos, controlar rutas de abastecimientos y auxiliar a los magistrados. Respecto a las tropas auxiliares, serían unas 90 unidades organizadas en 21 alas de caballería, 33 cohortes equitatae (unidades mixtas de caballería e infantería), 25 cohortes peditatae (infantería ligera) y 10 cohortes sagittarie (arqueros).
Fuerzas auxiliares de Trajano
| Unidades            | Tipo            | Cantidad       | Efectivos                                       |
| ------------------- | --------------- | -------------- | ----------------------------------------------- |
| Alas                | miliarias       | 5              | 2880 jinetes                                    |
| Alas                | quinquagenarias | 16             | 7680 jinetes                                    |
| Cohortes equitatas  | miliarias       | 9              | 7200 infantes 2160 jinetes                      |
| Cohortes equitatas  | quinquagenarias | 24             | 11 520 infantes 2880 jinetes                    |
| Cohortes peditatas  | miliarias       | 6              | 4800 infantes                                   |
| Cohortes peditatas  | quinquagenarias | 19             | 9120 infantes                                   |
| Cohortes sagittarie | miliarias       | 1              | 800 arqueros                                    |
| Cohortes sagittarie | quinquagenarias | 9 (3 montadas) | 4320 arqueros (1440 montados)                   |
| Total               |                 | 89             | 53 360 plazas (17 040 a caballo y 36 320 a pie) |

Un testimonio de la época describe la fuerza de uno de los cuerpos de ejército de este conflicto: 3 legiones (aproximadamente 15 000-18 000 legionarios), 1600 legionarios de vexillationes, 4 cohortes pretorianas (2000 infantes), 400 jinetes pretorianos, 450 jinetes de los equites singulares Augusti, 4 alas miliares (3000 jinetes) y 5 quinquagenarias (2500 jinetes), 600 jinetes mauros, 800 mensajeros panonios a caballo, 500 marineros de la flota de Miseno y 800 de la de Rávena, 200 exploradores, 2 cohortes equitatae miliarias (2000 auxiliares) y 4 quinquagenarias (2000 auxiliares), 3 cohortes peditatae miliarias (2400 auxiliares) y 3 quinquagenarias (1500 auxiliares), 500 palmirenses, 900 getas, 700 dacios, 500 britanos y 700 cántabros.
El historiador francés sostiene que Yann Le Bohec dice que el ejército desplegado debía sumar unos 75 000 a 80 000 legionarios y 75 000 auxiliares El arqueólogo británico Julian Bennett reduce las fuerzas auxiliares a 55 000 y considera que debían ser unas nueve legiones en la zona, equivalentes a 49 500 soldados aproximadamente. Considerando que probablemente la mitad se quedaría guarneciendo la línea del Danubio, la fuerza expedicionaria a Dacia debía sumar unos 50 000 efectivos. El historiador militar rumano Constantin Olteanu creía que Trajano debía contar con 60 000 a 80 000 soldados acompañándolo al norte. Lago Marín habla de 86 000 legionarios y auxiliares aunque parte importante quedaron en reserva asegurando la frontera, quedando disponibles para la expedición unos 61 000 aunque probablemente otros 10 000 habrían sido dejados guarneciendo puntos claves de Dacia o asegurando las líneas de suministro a medida que avanzaban, especialmente auxiliares. En cambio, Soria Molina cree que el ejército que el emperador dirigió contra Dacia se componía de unos 70 000 efectivos, incluyendo 6000 hombres a caballo, acantonados en Mesia Superior y otros 25 000, contando a 3500 a 4000 jinetes, en Mesia Inferior a las órdenes de Laberio Máximo, y sus aliados yázigas, que podían disponer de 8000 guerreros montados y 10 000 a pie como máximo. Al llegar a Tapae, el cuerpo mandando por el emperador no debía superar los 50 000 infantes y las 5000 a 8000 plazas de caballería.
Para entender el poderío desplegado debe tenerse en cuenta que las fuerzas terrestres romanas de la época sumaban unos 400 000 soldados: 180 000 legionarios, 5000 pretorianos, 6000 urbaniciani y 200 000 auxiliares.

## Batalla

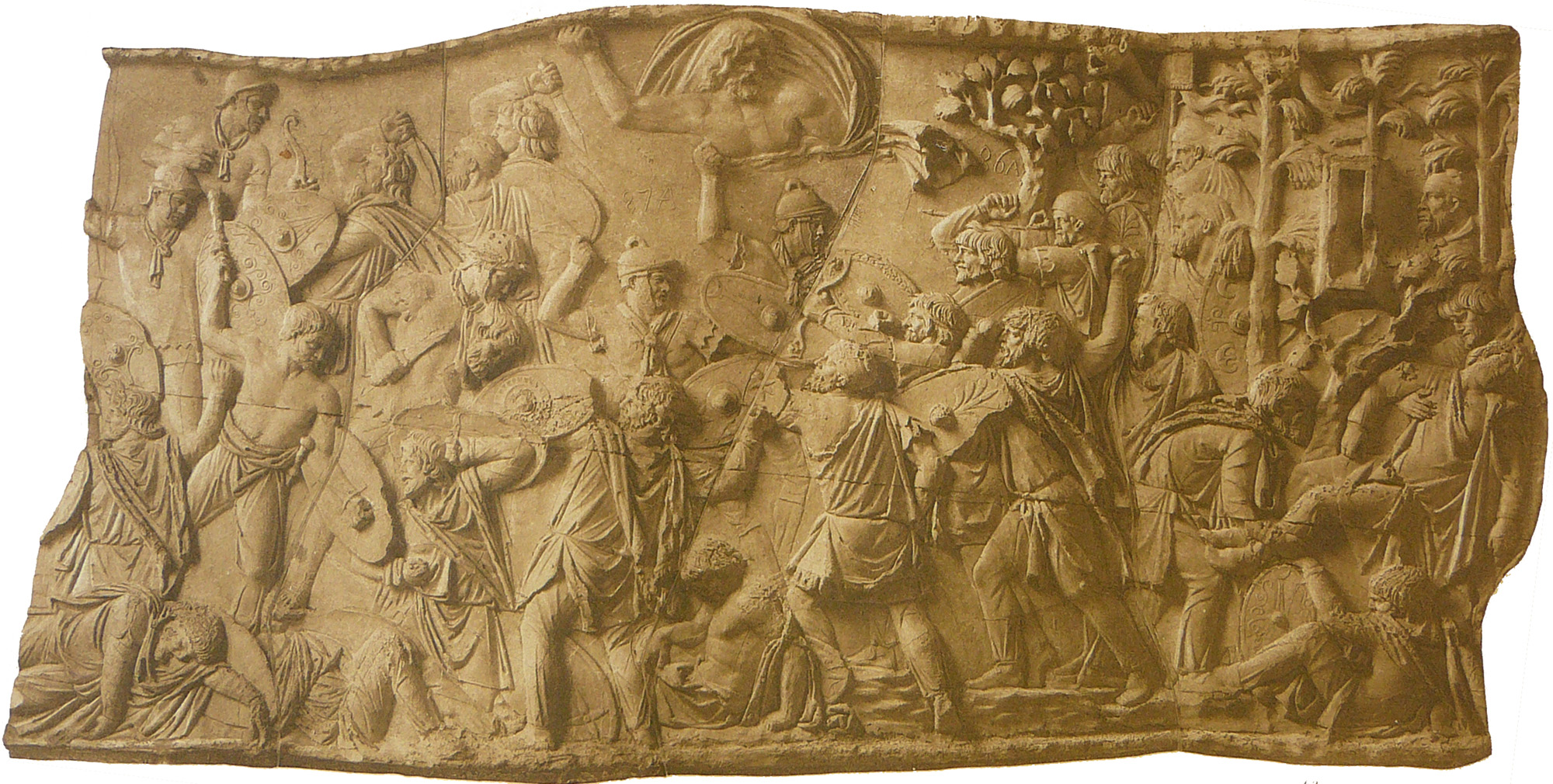
Relieve XIX de la Columna de Trajano, en el que aparece los auxiliares romanos en dura lucha con los dacios, y Júpiter lanza sus rayos durante la tormenta en favor de las tropas imperiales. En el bosque aparece Decébalo intentando ocultarse.

Aunque no hay escritos que indiquen exactamente las tácticas empleadas en la batalla, la Columna da a entender una victoria romana aunque no completa. Los dacios se habían mantenido a la defensiva a la espera de usar el terreno para tender una trampa al invasor. Lago reconstruye lo que él cree que pudo haber pasado. La ruta que llevaba a Tapae seguía el curso seco del río Nera, con los montes Semenic al este y los Banatului al oeste, ambos cubiertos de densos bosques. Decébalo mandó a su infantería dacia bloquear el camino que llevaba a la ciudad, mientras su caballería se ocultaba en los Semenic y sus arqueros en los Banatului. Su plan era animar a las legiones a atacar la línea de infantería que tenían enfrente para luego lanzar a los jinetes y arqueros contra sus flancos, atrapándolos en una zona estrecha donde podrían masacrarlos.
Enterado de la trampa por sus exploradores, Trajano tomó el mando personal de cuatro legiones, las I y II Adiutrix, IV Flavia Felix y VII Claudia, más veinte cohortes auxiliares peditatae y treinta equitatae, ocho alae caballería y dos cohortes pretorianas, una a pie y otra montada, y atacó de frente a la infantería dacia. Según la Columna, usualmente los auxiliares avanzaban con la caballería en los flancos intentando debilitar las líneas dacias con una lluvia de flechas y jabalinas antes del combate cuerpo a cuerpo. Como era habitual en los usos tácticos del ejército romano de esta época, estas tropas auxiliares marchaban en vanguardia mientras que las legiones entrarían en combate después. Los romanos habían llegado a modificar sus armaduras para defenderse mejor de las temibles espadas curvas dacias (falx). Los guerreros dacios solían ir medio desnudos en la parte superior del cuerpo, sin protección, blandiendo con sus dos manos las falx, que de un buen golpe eran capaces de atravesar un escudo (scutum) o yelmo romano o cortar los brazos del legionario. Esto permitía a la infantería ligera de Décebalo tener la capacidad de penetrar las líneas de legionarios. En cambio, los romanos habían entrenado para lanzarse velozmente contra sus enemigos y apuñalarlos con sus espadas cortas (gladius) antes de que atacaran. Finalmente, 3 alas de caballería, 8 cohortes auxiliares (una de arqueros) y un contingente de symmachiarii germanos forzaron a los dacios a retirarse aunque ordenadamente y llevándose a los heridos a la seguridad de los bosques. Esto es muy importante porque en la Antigüedad la mayoría de las bajas en una batalla no se producían en el combate en sí, sino en la persecución del vencido que huía caóticamente. En este combate el mismo Trajano uso sus ropas como vendas para los heridos y los romanos parecen haber usado su artillería.
Entre tanto, una segunda fuerza con 3 legiones (I Italica, V Macedonica y XIII Gemina), auxiliares (20 cohortes) y caballería (10 alas) tomó un camino que llevaba a Tapae por el este para poder atacar a los sármatas ocultos en los Semenic desde la retaguardia, tomándolos por sorpresa y anulando la emboscada. Mientras Sura atacaba los montes Banatului con 30 cohortes mixtas y se dejaba una reserva de 20 cohortes auxiliares. Según la escena XXIV, durante el asalto a los Banatului comenzó una tormenta eléctrica que dio ánimos a los legionarios, creyentes que era una señal de Júpiter. Según lo que se infiere de las escenas XVIII a XX y XXIV a XXV de la Columna, el combate fue extremadamente sangriento pero las fuerzas imperiales acabaron por expulsar de sus posiciones a sus enemigos. Al parecer, estas fuerzas romanas que luchaban en los montes, una vez victoriosas, empezaron a avanzar contra el centro dacio con la intención de flanquearlo, provocando su retirada. Afortunadamente para los dacios, tenían numerosos fuertes en las estribaciones montañosas donde lograron retirarse y lograr que sus bajas fueran las menos posibles. Según la Columna, abandonaron su campamento, que fue incendiado por los vencedores, y siguieron retrocediendo hasta cruzar un río; por su parte, las legiones empezaron la construcción de un nuevo campamento.

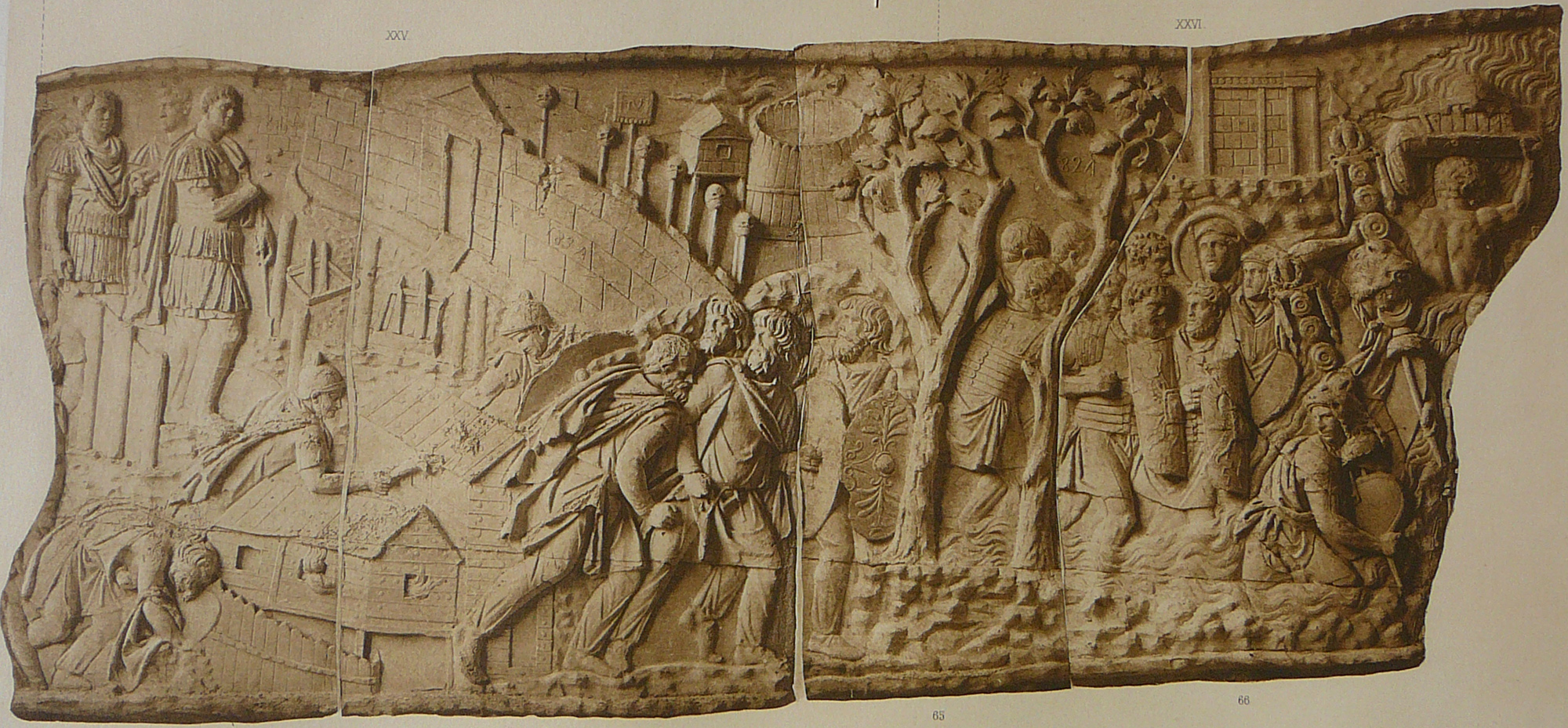
Relieve XX de la Columna de Trajano, quien sostiene una lanza, como símbolo que ordena conquistar las aldeas de la región tras la victoria. Se aprecia a los legionarios atacando una ciudad fortificada en cuyos muros están clavados cráneos, posiblemente de los legionarios caídos en las guerras de Domiciano.

Los romanos perdieron aproximadamente 4000 soldados según estudiosos modernos, una cifra muy alta para un ejército triunfador, además de un número muy elevado de heridos. Las impresionantes bajas impidieron al emperador sacar un mayor partido a su victoria, que no fue decisiva y tuvo que perder tiempo reorganizando a sus tropas y esperando refuerzos. En honor a los caídos, Trajano hizo levantar un altar y celebrar honores funerarios en cada aniversario de la batalla. Para vigilar el paso dejó al menos una legión y una cohorte de pretorianos en el área.

## Consecuencias

### Fin del conflicto
El emperador procedió a subyugar el territorio enemigo. En la Columna aparecen representaciones del emperador liderando a sus tropas a caballo, indicando que las legiones marchaban más apresuradas a medida que se aproximaba el invierno (escena XXVII), de un ataque nocturno de la caballería auxiliar contra un campamento roxolano (escena XXIX) o al emperador mostrando su clementia, permitiendo a ancianos, mujeres y niños salir de la zona de guerra (escena XXX). También se sabe de una batalla ocurrida entre los sármatas y los auxiliares romanos con victoria de los segundos (escena XXVIII), probablemente ocurrida en Nicópolis ad Istrum (Nikópol), fundada en honor a un triunfo de Trajano. La fundación de la urbe es representada por la escena XXXIX de la Columna.
Decébalo envió embajadores, unos comati, hombres de bajo rango que fueron rechazados. Posteriormente envió unos pileati, nobles de alta jerarquía que destacaban por usar gorras puntiagudas. Estos arrojaron sus armas al suelo y de rodillas suplicaron al emperador entrevistarse con su monarca, prometiéndole hacer todo lo que quisiera, o al menos enviar a un negociador. El césar escogió a Sura y Liviano pero al llegar al campamento dacio, el rey Decébalo se negó a hablarles sino que envió representantes. Nada se acordó y Trajano siguió su ofensiva tomando varias fortalezas en las montañas, recuperando armas, piezas de artillería y el águila de la legión V Alaudae, masacrada en la derrota de Fusco.
Durante aquellas operaciones, las legiones XXI y XXX (la identificación hecha por Rossi es cuestionada) fueron atacadas cuando construían su campamento en la cima del monte Hulpe. La situación fue tan grave que la primera legión huyó en desorden y dos alas de caballería pesada desmontaron para luchar a pie, uniéndoseles luego dos unidades de symmachiarii (una de honderos) y la segunda legión, que cargaron para atrapar a los atacantes contra las murallas y masacrarlos. Debido a su vergonzosa huida la XXI legión fue disuelta en un proceso conocido como missio ignominiosa. En cambio, la XXX por su valerosa defensa del campamento recibió el apelativo de Victrix.

Mapa de la Dacia romana (en morado). En amarillo la zona rica en minas de oro y plata, mientras que en verde claro el territorio de los roxolanos.
Después de su victoria sobre los dacios, Trajano anexó el territorio roxolano a la Mesia Inferior, que duplicó su tamaño. En 117, justo después de morir Trajano, los roxolanos y yázigas se alzaron contra su sucesor, Adriano, y empezaron a incursionar contra la frontera de Mesia, forzándolo a enviar tropas para reforzar el Danubio mientras él iba a la zona desde Antioquía. Una vez en el lugar del conflicto negoció la paz, pues el rey roxolano se había rebelado porque se le había reducido el subsidio negociado con Trajano. Por ello en la primavera del 118, el territorio de dicho pueblo, parte de la provincia de Mesia, fue abandonado por las fuerzas romanas.

El plan dacio había sido detener su avance lo suficiente con el sistema de fuertes que rodeaba su capital, así el invierno llegaría con las legiones en territorio hostil y quizás tuvieran que retirarse y parcialmente lo consiguieron, porque el emperador debió abandonar algunos asedios por el clima para refugiarse con su ejército en Drobetae (Drobeta-Turnu Severin), Berzobis, Tibiscum y más o en unidades dispersas por Oltenia, Valaquía y Moldavia. En la escena XXXIV la Columna da a entender que tras la retirada los prisioneros romanos fueron torturados por mujeres dacias que los golpeaban con garrotes y clavaban en estacas.
Durante el invierno, los dacios lanzaron un contraataque sobre Mesia aprovechando que el Danubio se congeló, quizás esta fue la causa de la retirada romana. Probablemente dejaron un importante contingente cerca de Tapae para distraer al emperador. En la escena XXIV se muestra a los romanos defendiendo sus fortificaciones fronterizas de los dacios. Al aparecer, hubo una especie de tregua por el invierno según la escena XXXIX. Finalmente, los dacios y sus aliados fueron vencidos en Adamclisi como aparece en la escena XL. Ante las bajas mucho mayores, los bastarnos y roxolanos abandonaron a su suerte a los dacios.
Tras estudiar la escena XXXIX, eruditos modernos creen que al mejorar el clima los romanos lideraron un nuevo ataque a las Puertas de Hierro, ocurriendo una segunda batalla. Sin embargo, otros creen que es un recordatorio de la primera batalla contra Decébalo.

### Tregua
El rey probablemente intentó retirarse de nuevo a sus fuertes, táctica que le había funcionado antes, pero los romanos estaban mejor preparados y los conquistaron uno por vez, como indica la escena LXIV; esta vez los romanos atravesaron los Cárpatos por el paso de Turnu Roșu, «Torre Roja», a Cedoniae (Sidou). Dos destacamentos menores, a cargo de Máximo y Quieto tomaron rutas alternativas para distraer a los defensores y se dejaron guarniciones en los montes y valles para asegurar las rutas de comunicación. Se sabe que el primero dirigió las operaciones en Mesia Inferior, encargándose de arrasar Valaquía y Oltenia. El segundo estuvo a cargo de la caballería auxiliar que iba en vanguardia y arrasó las aldeas en su camino a Sarmizegetusa. Al no defender el paso, Decébalo perdió la mejor ocasión para impedir el paso al ejército invasor hacia el interior de su reino. Finalmente, la capital dacia quedó a merced de las legiones, forzando al rey a hacer lo único que podía para salvarla: rendirse, probablemente en Aquae (Kis-Kalan, cerca de Hunyad). Los términos del acuerdo fueron entregar sus armas y máquinas de asedio, devolver a los desertores romanos, demoler sus fortalezas, devolver las tierras imperiales ocupadas, volverse aliado de Roma y no dar refugio a desertores romanos.
Sin embargo, parece ser que su intención nunca fue respetar permanentemente el acuerdo sino ganar tiempo para recuperarse. La paz fue una solución a medias y para nada permanente. Trajano había herido el orgullo de Decébalo, pero para nada lo redujo a la impotencia. Prefirió creer en su rival, esperando convertirlo en un instrumento de la política romana. Por otra parte, él no había terminado la conquista de Dacia, solamente había tomado su capital y se acercaba el invierno nuevamente con su ejército desperdigado por territorio enemigo. El emperador abandonó su campamento en Sarmizegetusa Regia, la capital enemiga, y, después de dejar guarniciones en el reino sometido, volvió a Italia. El campamento junto a la capital dacia permaneció guarnecido para asegurar el cumplimiento del tratado.

¡La guerra dacia! No hay... tema tan poético y casi legendario, aunque sus hechos sean ciertos.

En Roma, Trajano celebró un triunfo y obtuvo el cognomen de Dacicus, habiendo grandes festejos y luego se dedicó a la administración. Se exhibieron los tesoros y armas tomados al enemigo, con algunos cabecillas siendo paseados. Ahí una embajada dacia, luego de súplicas, obtuvo la devolución de sus armas. Previendo complicaciones, el emperador mandó al arquitecto Apolodoro de Damasco construir un puente que cruzara el Danubio entre los años 103 y 105. Su intención era asegurar el paso del río, pero su sucesor ordenó demolerlo tiempo después, temeroso que los bárbaros pudieran usarlo para invadir Mesia.
Decébalo aprovechó esta paz para fabricar armas, recibir a desertores romanos, reconstruir fuertes, perseguir a opositores internos, hacer nuevas alianzas y apoderarse de territorio yáziga, para terminar masacrando a las guarniciones romanas en su reino. La respuesta de Roma consistió en que el Senado le declarara la guerra nuevamente.

### Reinicio de la guerra
En junio del 105, Trajano salió de Roma para la frontera danubiana. Para cuando llegó todas las unidades romanas en Dacia habían sido masacradas y tuvo que dedicarse a defender Mesia de las incursiones enemigas. Pasó aquel invierno preparando su venganza, concentrando una fuerza de unas doce legiones más auxiliares, aproximadamente 120 000 efectivos. Otras fuentes dicen que fueron trece legiones (en la primera guerra eran diez).

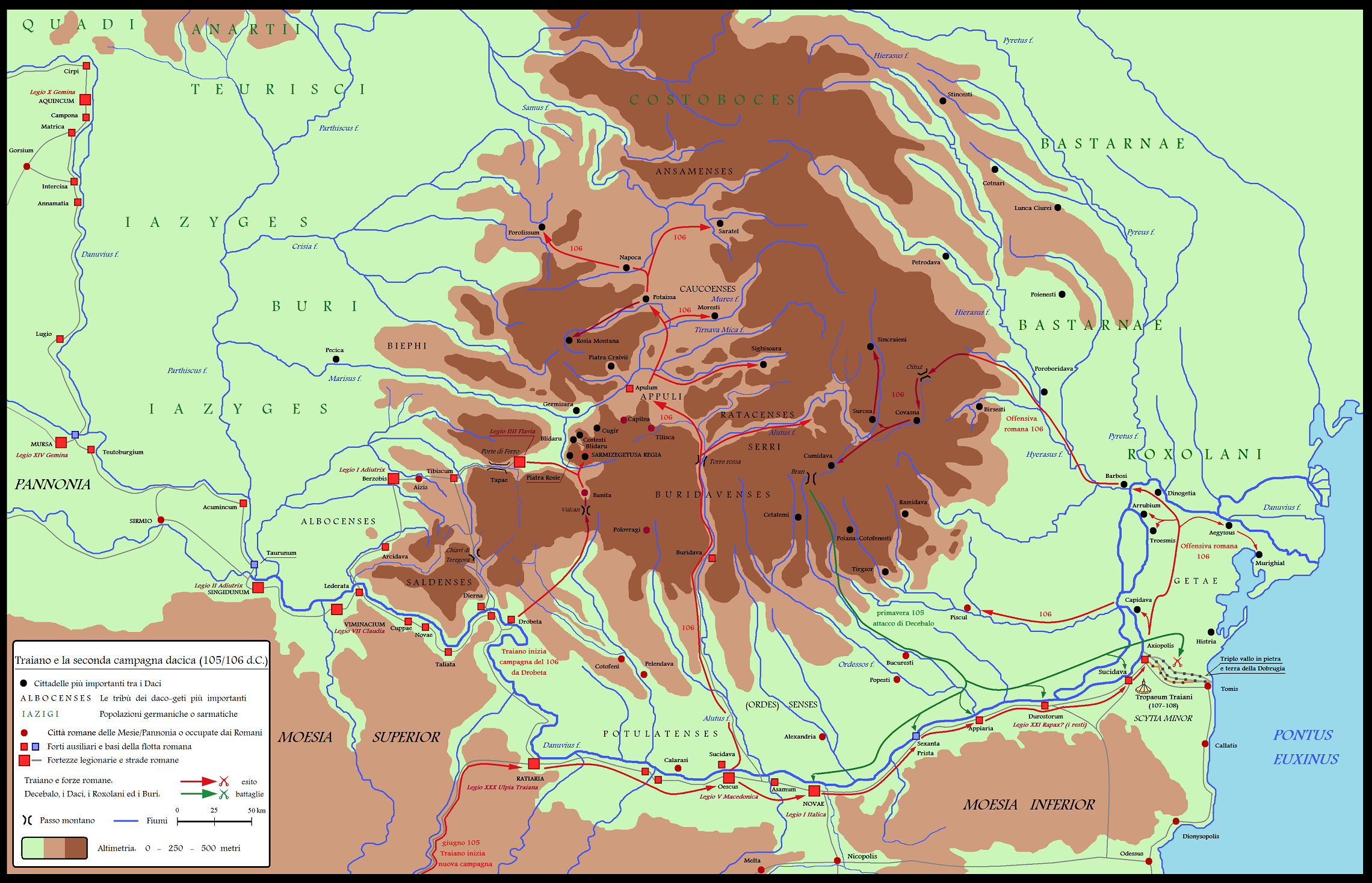
Mapa de las operaciones durante la segunda guerra.

Muchos jefes dacios prefirieron rendirse ante el emperador y el propio rey pidió la paz, pero como no quería entregarse no le quedó más que reunir a sus guerreros y convocar a sus aliados, asegurándoles que cuando los dacios fueran vencidos, sus pueblos también perderían su independencia. Como no podía vencer al poder militar del Imperio, envió algunos desertores romanos a Mesia que fingieron solicitar el perdón, pero fueron arrestados por verse sospechosos y uno de ellos reveló bajo tortura el complot para asesinar a Trajano.
Al comandante de la guarnición romana dejada en Sarmizegetusa, Longino, le envió una carta solicitando una reunión, logrando convencerlo. Sin embargo, cuando el romano se presentó ante el rey fue arrestado e interrogado públicamente sobre los planes del emperador. Como Longino se negó a responder, fue enviado a prisión aunque sin ataduras. Posteriormente Decébalo envió un mensajero a Trajano exigiendo la devolución de sus territorios hasta el Danubio y pagar los gastos de la guerra a cambio de Longino pero la respuesta fue ambigua, pues el emperador no deseaba que creyera que el prisionero era muy importante pero tampoco que no lo valoraba. El monarca dacio empezó a considerar qué hacer pero Longino consiguió veneno de un liberto, a quien, para que sus captores le dieran acceso a él, le había dado una carta escrita para el emperador con peticiones a favor de los dacios; el siervo fue enviado a entregar la carta a territorio romano mientras Longino se suicidó durante la noche. Tras esta muerte, Decébalo exigió al liberto a cambio del cuerpo de Longino y otros 10 cautivos vivos, enviando a un centurión que había compartido penurias con el difunto para explicar sus demandas. Trajano no devolvió al centurión ni entregó al liberto, considerando que tal acto dañaría la dignidad del Imperio.

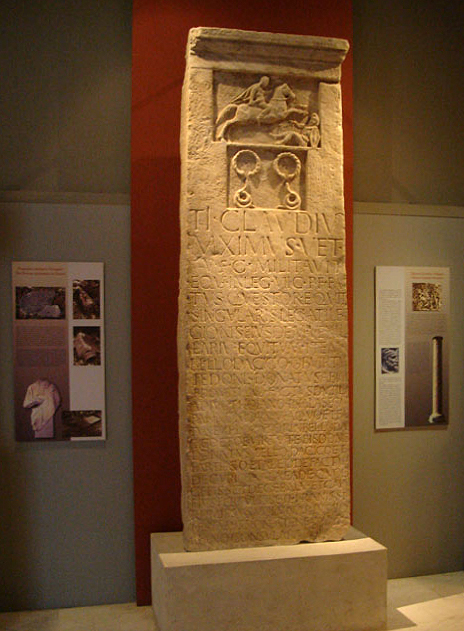
Inscripción funeraria del jinete Tiberio Claudio Máximo, quien estuvo a punto de capturar al rey Decécablo.

El ejército romano, encabezado por el césar, entró en Dacia por el puente que había mandado construir años antes. Trajano demostró prudencia, valor e inteligencia como líder militar y después de una dura lucha vencieron a sus enemigos. Hizo avanzar a sus legiones por los bosques para caer de improviso sobre las fortalezas que había alrededor de Sarmizegetusa. Finalmente, la propia capital dacia fue asediada por las legiones II Adiutrix y IV Flavia Felix y una vexillatio de la VI Ferrata. Antes de que cayera, Decébalo logró escabullirse, pero le dio alcance un destacamento de Ala II Pannoniorum, a las órdenes del  decurión Tiberio Claudio Máximo y, viéndose sin escapatoria, se suicidó y su cabeza fue llevada a Roma. Era septiembre del 106. El rey había logrado escapar al norte de su país, donde convenció a los nobles locales de resistir, pero la derrota era inevitable. Varios de sus lugartenientes lo siguieron a la muerte y otros intentaron armar una guerrilla que no duró mucho. Decébalo había unido su destino personal al de Dacia, su resistencia era el símbolo que ni él ni su gente aceptarían ser vasallos de Roma y su muerte significó el fin de su reino. Poco después se encontró el tesoro del difunto monarca gracias a la traición de un compañero suyo llamado Bicilis.
Por las mismas fechas, el gobernador de Siria, Aulo Cornelio Palma, se anexó los territorios alrededor de Petra y creó una nueva provincia. Al volver a Roma hubo celebraciones por 23 días en las que se sacrificaron 11 000 bestias y lucharon 10 000 gladiadores.
Así, si el primer conflicto comenzó por la iniciativa romana y había acabado con la humillación de los dacios, el segundo se inició por el intento de los vencidos de vengarse y la incapacidad de los vencedores de concentrar un poderío suficiente para terminar el asunto y finalizó con la anexión de su país, esto último fue algo no deseado por Trajano, pues para su tiempo la política del Imperio era defensiva y evitaba las anexiones, y sólo sucedido porque el intento de controlarlo indirectamente fracasó.

### Nueva provincia
Al final del conflicto, según Critón, citado por Juan Lido, el emperador capturó más de 500 000 prisioneros con sus armaduras. Como consecuencia, Dacia quedó despoblada de hombres adultos y Trajano tuvo que trasladar colonos romanos para repoblarla, con notable éxito. Cuando llegó al trono Adriano, su sucesor, consideró abandonar la nueva provincia pero sus consejeros le convencieron de no dejar a merced de los bárbaros a tantos romanos. Aún durante el reinado de Trajano comenzó la fundación de ciudades autónomas entre sí pero dependientes de una misma estructura jurídica, la pax romana, y así pudo integrarse un territorio carente de desarrollo urbanístico y ajeno a la cultura mediterránea. Ese es otro motivo de la promoción de una colonización tan intensa como rápida, de forma que la población creció rápidamente y para el reinado de Cómodo bien pudo alcanzar el medio millón. Debe mencionarse que la cultura dacia quedó excluida de la nueva sociedad, especialmente en el ambiente urbano, sobreviviendo en zonas rurales, sobre todo en las periferias o en tierras no colonizadas. La falta de verdaderas ciudades indígenas, la desaparición de la aristocracia nativa tras la guerra y el desplazamiento de los dacios a zonas periféricas de la provincia impidieron un mayor nivel de romanización.
Los romanos no dudaron en perseguir la religión nativa, centrada en el culto a Zalmoxis, por ser un potencial elemento unificador y de resistencia a los conquistadores, similar a lo sucedido con los druidas celtas. En su reemplazó se estableció un «cosmopolitismo religioso» debido a los orígenes diversos de los colonos, cuyo único elemento de cohesión social era el culto imperial.
Trajano se negó a devolver a los yázigas los territorios que Decébalo les había quitado. El emperador construiría en esas tierras una calzada que conectaba las ciudades de Partiscum en Dacia y Lugio en Pannonia Inferior, lo que implicaba que Mesia Superior dejaba de ser una provincia fronteriza. Será bajo Marco Aurelio cuando aquella región, el sur del Banato, se perdió a manos de los yázigas, que ya habían comenzado sus ataques apenas murió Trajano.
Según el analista político de origen rumano Edward Luttwak, la falta de respeto del rey dacio a los acuerdos antes pactados llevó a Trajano a decidir anexarse su reino, considerando que estos bárbaros no eran confiables y no bastaba con una pequeña guarnición en la provincia.
Según tres informes militares, fechados el 14 de octubre de 109 y el 17 de febrero y 2 de julio de 110, las fuerzas romanas durante la ocupación temprana de Dacia eran 6 alas quinquagenarias (una de arqueros de Iturea), 5 cohortes miliarias equitatae (una de arqueros de Iturea), 2 cohortes miliarias, 9 cohortes quinquagenarias equitatae (una de arqueros de Comagene), 6 cohortes quinquagenarias (una de arqueros de Iturea y otra de cretenses) y un numerus formados por soldados escogidos que formaban la guardia del gobernador. Sumaban unos 15 000 auxiliares, que sumados a las legiones IV Flavia y XIII Gemina, acampadas en Bersobis (Berzovia) y Apulum (Alba Iulia) respectivamente, totabilizaban 27 000 efectivos. La posición de las legiones, ubicadas en el centro de Dacia, significaba que rápidamente podían responder a toda amenaza al este, oeste y norte de la provincia. Las unidades auxiliares, en cambio, estaban estacionadas en puntos claves para controlar los principales caminos. Además, la fuerte presencia militar en las vecinas Panonia y Mesia indican que las principales amenazas eran los sármatas al poniente y oriente de Dacia, enemigos anulados tras la guerra pero no completamente eliminados. Debe tenerse en cuenta que gracias a la existencia de la nueva provincia, el Imperio podía envolver tanto a los roxolanos como los yázigas.
Al comenzar el reinado de Adriano, sucesor de Trajano, la guarnición de la nueva provincia se redujo a la XIII Gemina en Apulum, que defendía la Dacia Superior, mientras que la Inferior quedó a cargo de las tropas auxiliares, destacando un contingente de 3000 jinetes. En la vecina Mesia Inferior permanecieron la I Italica y V Macedonica para dar apoyo en emergencias. La provincia sería dividida en tres: Dacia Inferior, Superior y Porolissensis, quedando las segunda al mando de un legado de rango pretoriano mientras que las otras dos por procuradores ecuestres. En esta última, por estar en el extremo septentrional, se estableció un sistema de fuertes para defenderse de los ataques bárbaros, los limites porolissensis. La vulnerabilidad de la nueva provincia exigía un sistema defensivo integrado con el del resto del Danubio, cuyo objetivo final era defender la propia Italia. Se apoyaba en los Cárpatos, que la protegían por el sur, este y oeste. Posteriormente, unas tres legiones y auxiliares formaron la guarnición permanente de este territorio. Un gran ejército, algo común entre las provincias fronterizas. Estos 55 000 a 60 000 soldados trajeron a sus familias, que pasaron a establecerse en los pueblos, promoviendo la colonización.
Luttwak cree que la conquista significó la eliminación de una gran amenaza, la formación de un escudo defensivo o propugnaculum, la garantía de que los ejércitos del Danubio siempre serían enormes, de al menos una decena de legiones, el control romano, mediante diplomacia, sobre germanos y sármatas, que acababan de descubrir el poderío imperial, el establecimiento de una cuña entre roxolanos y yázigas, que siempre que el Imperio estuviera fuerte, garantizaría su control, aunque si se debilitaba la nueva provincia correría el riesgo de ser cercada. Todo con la intención de que no atacaran los Balcanes, lo que a la larga permitió el desarrollo del urbanismo y la agricultura en la cuenca danubiana. Su compatriota, el historiador Neagu Djuvara, en cambio, afirma que tanto Dacia como Britania eran verdaderas «hernias» para el Imperio; territorios fuera de sus fronteras naturales, de difícil defensa y que estaban muy alejados del mar Mediterráneo, que era el centro del mundo romano.
Sin embargo, otros historiadores sostienen que el Imperio nunca siguió la idea de tener unas fronteras naturales como habría creído Augusto, pues varios de sus sucesores, incluido Trajano, siguieron una política expansiva por al menos dos siglos después de su muerte. De hecho, los romanos estuvieron obsesionados con los territorios de Dacia y la actual Bohemia, que planteaban problemas a su sistema defensivo danubiano. El éxito de Trajano permitió a Marco Aurelio considerar el anexarse este último territorio, proyecto abandonado por su hijo Cómodo.
Las minas de oro dacias, sin ser un objetivo principal para la guerra, una vez volvieron a funcionar, fueron las principales suministradoras de metal en el Imperio por largo tiempo y sirvieron para pagar muchas obras durante el reinado de Trajano.

### Clásicas
- Amiano Marcelino. Historias. Libro 31. Digitalizado por UChicago. Basado en traducción latín-inglés por J. C. Rolfe, Loeb Classical Library, volúmenes III, 1939.
- Anónimo. Vida de Adriano en Historia Augusta (HA). Digitalizado por UChicago. Basado en traducción latín-inglés por David Magie, 1921, Cambridge: Harvard University Press, Volumen I de Loeb Classical Library.
- Columna de Trajano, monumento conmemorativo de la guerra erigido en Roma. Interpretaciones basadas en estudio de Filippo Coarelli, Bruno Brizzi, Cinzia Conti & Roberto Meneghini  (1999). La colonna Traiana. Roma: Editore Colombo. Es la fuente del artículo Le scene sui rilievi della Colonna Traiana Archivado el 15 de agosto de 2018 en Wayback Machine. de la Web Capitolium, publicado el 17 de noviembre de 2016 y consultado el 14 de agosto de 2018.
- Dion Casio. Historia romana. Libro 68. Digitalizado por UChicago. Basado en el volumen VIII de edición de Loeb Classical Library, traducción griego antiguo-inglés por Earnest Cary, Harvard University Press, 1925. Este libro en particular es un epítome escrito en el siglo XI por el monje bizantino Juan Xifilino, el original no se ha conservado.
- Estrabón. Geografía. Libro 7. Digitalizado por Perseus. Basado en edición y traducción griego antiguo-inglés por H. C. Hamilton & W. Falconer, Londres: George Bell & Sons, 1903.
- Flavio Eutropio. Compendio de la Historia romana. Libro 8. Digitalizado en latín por The Latin Library.
- Groningen Colloquia on the Greek and Roman Novel. Abreviatura GCN según Oxford Classical Dictionary Archivado el 27 de enero de 2019 en Wayback Machine.. Compilación de Heinz Hofmann, editado por E. Forsten, 9 volúmenes escritos entre 1989 y 1998.
- Jordanes. Origen y hechos de los Godos. Digitalizado en Ucalgary. Basado en traducción latín-inglés de Charles C. Mierow, introducción por J. Vanderspoel, Department of Greek, Latin and Ancient History, University of Calgary, 1997.
- Juan Lido. De magistraturas de la República romana. Libro 2. Digitalizado por Google Books. Editado y traducción griego antiguo-latín por Joanne Dominico Fuss, prefacio de Carolus Benedictus Hase, París: J. M. Eberharti & Colegio Imperial Tipográfico de Francia, 1812.
- Paulo Orosio. Historia contra los paganos. Traducción latín-inglés, introducción y notas por A. T. Fear, 2010, Liverpool University Press,  ISBN 9781846312397. Véase Libro 7. Versión en latín de Attalus, basada en edición de Karl Friedrich Wilhelm Zangemeister, 1889, Viena, corregida por Max Bänziger.
- Plinio el Joven. Cartas. Libro 10. Digitalizado por Attalus. Basado en la traducción John Benjamin Firth & John Delaware Lewis, volumen II de edición, Londres: Walter Scott, 1900.
- Plinio el Joven. Panegírico del emperador Trajano. Digitalizado en web Archive. Basado en edición latina de Carl Hermann Weise, Leipzig: Holtze, 1874.
- Prisciano. Institución gramatical. Libro 6. Digitalizado por web Archive. Basada en volumen I de la edición latina de Martin Hertz, Leipizg: Teubner, 1855.
- Pseudo-Higino. Sobre las fortificaciones de un campamento militar. Digitalizado por The Latin Library. Basado en edición latina de Antonino Grillone, Leipzig: Teubner, 1977.

### Modernas
- Barker, Phil (2016). Armies and Enemies of Imperial Rome. Lulu.com, ilustrado de Ian Heath. ISBN 9781326541095.
- Bennett, Julian (2003). Trajan: Optimus Princeps: A Life and Times. Routledge. ISBN 9781134709144.
- Bowman, Alan K. (2004). "Provincial administration and taxation". En The Augustan Empire, 43 B.C.-A.D 69. Volumen X de The Cambridge Ancient History. Cambridge University Press, pp. 344–370. ISBN 9780521264303.
- Carbó García, Juan Ramón (2010). "Dacia Capta: distinctive attributes of a process of conquest and romanization". Revista Habis, núm. 41, Universidad Carlos III, Madrid, pp. 275–292.
- Christescu, Vasile (1937). Istoria militară a Daciei romane. Fundația regele Carol I.
- Coarelli, Filippo (1999). La colonna Traiana. Roma: Editore Colombo.
- Cornell, Tim (2013). The Fragments of the Roman Historians. Oxford University Press. ISBN 9780199277056.
- Fischer, Jon A. "Marius and Trajan: Two Great Roman Strategists". Air command and Staff Coll Maxwell AFB Al, Defense Technical Information Center, abril de 1984, núm. 71.
- Goldsworthy, Adrian Keith (2006) Rooman puolesta - sotilaat, jotka loivat Rooman valtakunnan. Ajatus Kirjat. ISBN 951-20-6951-2. Versión inglesa digitalizada en Eronow (In the Name of Rome: The Men Who Won the Roman Empire). Véase el capítulo 14 "The last great conqueror: Trajan and the Dacian Wars". Basado en edición Weidenfeld & Nicolson, 2003. ISBN 9780297846666.
- Grumeza, Ion (2009). Dacia: Land of Transylvania, Cornerstone of Ancient Eastern Europe. University Press of America. ISBN 9780761844662.
- Gudea, Nicolae. "The Defensive System of Roman Dacia". Revista Britannia. Vol. 10, noviembre 1979, pp. 63–87.
- Hannestad, Niels (2001). "Rome and her Enemies: Warfare in Imperial Art". En Tønnes Bekker-Nielsen & Lise Hannestad (editores). War as a Cultural and Social Force: Essays on Warfare in Antiquity. C.A. Reitzels Forlag, pp. 146–154.
- Hassall, Mark (2000). "The Army". En The High Empire 70-192. Volumen XI de Cambridge Ancient History. Cambridge: Cambridge University Press, pp. 320–343. ISBN 9780521263351.
- Hornblower, Simon; Antony Spawforth & Esther Eidinow (2014). The Oxford Companion to Classical Civilization. Oxford University Press. ISBN 9780191016752.
- Keppie, Lawrence (1996). "The Army and the Navy". En The Augustan Empire 30BC - 69 AD. Volumen X de Cambridge Ancient History. Cambridge University Press, pp. 371–396. ISBN 9780521264303.
- Lago Marín, José Ignacio (2008). Trajano: las campañas de un emperador hispano. Almena Ediciones. Ilustraciones de Ángel García Pinto. ISBN 9788496170803.
- Le Bohec, Yann (1992). L'esercito romano: le armi imperiali da Augusto a Caracalla. NIS.
- Martalogu, Alexandru. "The Catalyst for Warfare: Dacia’s Threat to the Roman Empire". Hirundo, McGill Undergraduate Journal in Classical Studies, Montreal: Universidad McGill, abril de 2015.
- Mócsy, András  (1974). Pannonia and Upper Moesia: A History of the Middle Danube Provinces of the Roman Empire. Routledge & K. Paul.
- Olteanu, Constantin (1982). The Romanian armed power concept: a historical approach. Bucarest: Military Pub. House.
- Oțetea, Andrei & Andrew MacKenzie (1985). A Concise history of Romania. Londres: Robert Hale. ISBN 9780709018650.
- Pascu, Ştefan (1990). A History of Transylvania. Dorset Press. Traducción rumano-inglés por D. Robert Ladd. ISBN 9780880295260.
- Piris Chozas, Jorge (2011). "Trajano: las Guerras Dacias". Revista Ab Initio. Núm. 2, pp. 17–28.
- Rodríguez González, Julio (2003). Historia de las legiones romanas. Almena. Ilustrado por Dionisio A. Cueto. ISBN 9788496170025.
- Rossi, Lino (1971). Trajan's Column and the Dacian Wars. Ithaca: Cornell University Press, traducción italiano-inglés por J. M. C. Toynbee. ISBN 9780801405945.
- Salmon, Edward Togo (1936). "Trajan's Conquest of Dacia". Transactions and Proceedings of the American Philological Association, The Johns Hopkins University Press, Vol. 67, pp. 83–105.
- Sanz López, José María (2016). Voces militares de las legiones romanas. Altera.
- Schmitz, Michael (2005). The Dacian Threat, 101-106 AD. Caeros Pty Ltd. ISBN 9780975844502.
- Soria Molina, David (2016). Las guerras dácicas de Trajano. Antecedentes, desarrollo, geopolítica, estrategia y consecuencias. Murcia: Facultad de Letras de la Universidad de Murcia. Tesis dirigida por el profesor Sabino Perea Yébenes.
- Tibbetts, Jann (2016). 50 Great Military Leaders of All Time. Vij Books India. ISBN 9789385505669.
- Wheeler, Everett L. "Rome's Dacian Wars: Domitian, Trajan, and Strategy on the Danube, Part I". The Journal of Military History, núm. 74, vol. 4, octubre de 2010, pp. 1185–1227.
- Wheeler, Everett L. "Rome's Dacian Wars: Domitian, Trajan, and Strategy on the Danube, Part II". The Journal of Military History, núm. 75, vol. 1, abril de 2011, pp. 191–219.

### Documentales
- Las guerras dacias. Capítulo 6 de la serie documental Roma. Auge y caída, producido por Gardner Films, distribuido por History Channel, Estados Unidos, 2008.
- Del campo de batalla al Olimpo de los Dioses. Capítulo 3 de la serie documental Trajano Emperador de Roma, producida y distribuida por TVE, España, 2004.
- Legiones. Capítulo 2 de la serie documental Vida y muerte en Roma. Producido y distribuido por History Channel, Estados Unidos, 2005.
- Las Guerras Dacias: Episodio #1. Video del canal de YouTube NSR Nobles Scutarii Rex. Publicado el 7 de agosto de 2017.
- Las Guerras Dacias: Episodio #2. Video del canal de YouTube NSR Nobles Scutarii Rex. Publicado el 12 de agosto de 2017.
- Decebalus & The Dacian Wars. Video del canal de YouTube History Time. Publicado el 4 de noviembre de 2017.

- Datos: Q2707263